# Convenció de Berna per a la Protecció d'Obres Literàries i Artístiques
|  | Si cerqueu altres usos, vegeu Convenció de Berna. |

La Convenció de Berna per a la Protecció de les Obres Literàries i Atyístiques, en anglès: Berne Convention for the Protection of Literary and Artistic Works, normalment coneguda simplement com la Convenció de Berna, és un Tractat internacional que regula els drets d'autor i que va ser acceptat per primera vegada a Berna, Suïssa l'any 1886.
La Convenció de Berna regula formalment diversos aspectes de la moderna llei del drets d'autor i introdueix el concepte que existeix un dret des del moment que una obra està "fixada", en lloc que existeixi el seu registre. També reforça un requeriment que els països reconeguin els drets d'autor mantinguts per altres països signataris.

## Contingut
Requereix als seus signants que tractin les obres amb drets dels autors d'altres països signataris (coneguts com els membres de la Unió de Berna) com a mínim tan bé com les dels propis compatriotes. Per exemple, la llei francesa s'aplica a qualsevol cosa publicada o que actuï a França sense que importi on va ser creada originàriament.
Addicionalment, per establir un sistema de tracte igual dels drets internacional entre els signataris, l'acord també requereix que els estats membres proporcionen estàndards mínims per la llei de copyright .
segons la convenció, els drets s'han d'atorgar automàticament. Està prohibit que requereixi un registre formal (els Estats Units es van unir a la Convenció de Berna l'1 de març de 1989, amb algunes especificitats.

## En l'era d'internet
A partir de quan va aparèixer internet, una publicació sense restriccions online pot ser considerada publicació en qualsevol jurisdicció connectada a internet del món. Hi ha la qüestió controvertida, en aquest cas, de quin ha de ser considerat el país d'origen ("country of origin").

## Terminis de drets d'autor
La Convenció de Berna estableix que totes les obres, excepte, cinematogràfiques i fotografies, mantenen els drets com a mínim durant cinquanta anys després de la mort de l'autor, però que les parts són lliures d'establir terminis més llargs, tal com ho va fer la Unió Europea l'any 1993 (Directive on harmonising the term of copyright protection). Per a les fotografies, la Convenció de Berna estableix un mínim de 25 anys des que es va fer la fotografia, i per la cinematografia, el mínim és de 50 anys després de l'estrenada o de 50 anys des de la seva creació si no ha estat estrenada.

## Història

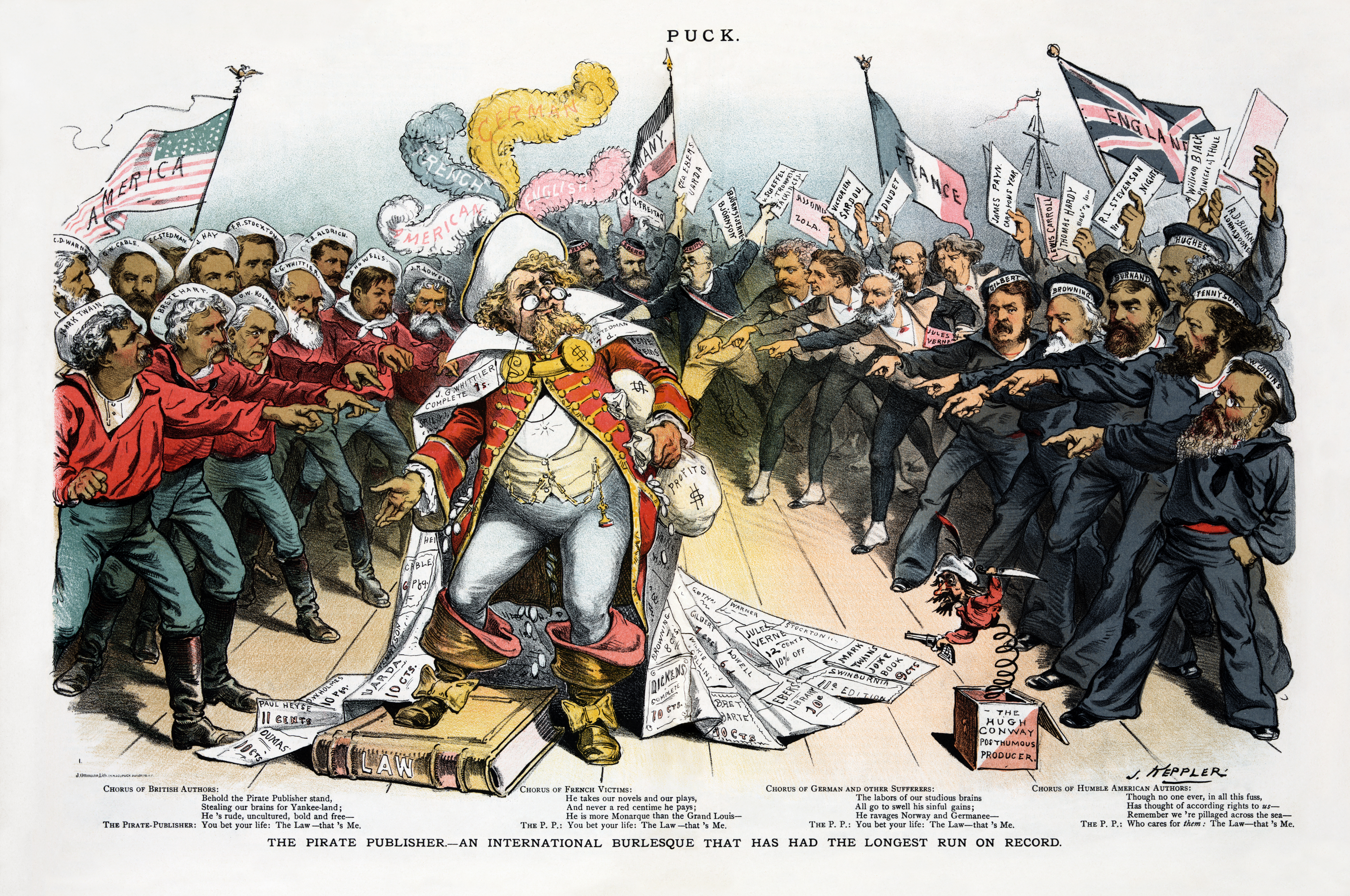
The Pirate Publisher—An International Burlesque that has the Longest Run on Record, from Puck, 1886, satirizes the ability of publishers to take works from one country and publish them in another without paying the original authors.

La Convenció de Berna va ser desenvolupada a instàncies de l'escriptor Victor Hugo de l'Association Littéraire et Artistique Internationale. Per tant, va estar influenciada per la llei de droit d'auteur francesa que contrasta amb el concepte Anglo-Saxó de drets d'autor que només s'ocupa de qüestions econòmiques.
La primera versió del Tractat de la Convenció de Bernation va ser signada el 9 de setembre de 1886, per Bèlgica, França, Alemanya, Haití, Itàlia, Libèria, Espanya, Suïssa, Tunísia, i el Regne Unit.
Abans de la Convenció de Berna, les lleis de drets d'autor normalment només s'aplicaven per a les obres creades a cada país.
Com la Convenció de París de 1883, la Convenció de Berna va muntar una oficina per a gestionar les tasques administratives El 1893 les dues oficines es van fusionar per a crear United International Bureaux for the Protection of Intellectual Property (amb l'acrònim en francès, BIRPI), situada a Berna. El 1960, BIRPI es traslladà a Ginebra, i el 1967 va esdevenir la World Intellectual Property Organization (WIPO), i el 1974 es va integra com una organització dins les Nacions Unides.
El World Intellectual Property Organization Copyright Treaty va ser adoptat l'any 1996 dirigit als temes sorgits per la tecnologia de la informació i Internet, que no gestionava la Convenció de Berna.
A setembre de 2014, hi havia 168 estats que formaven part de la Convenció de Berna. Inclouen 167 estats membres de l'ONU i a més la Santa Seu.